# International Exhibition (1862)
International Exhibition, eller Great London Exhibition, var en verdensudstilling afholdt i South Kensington i London, fra 1. maj til 1. november 1862. Udstillingen blev sponseret af Royal society of Arts, Manufactures and Trade, og havde 28.000 udstillere fra 36 lande. Udstillingen havde 6.1 millioner besøgende, og havde et overskud på £790. 
Udstillingen udgjorde 9 ha, i en bygning designet af Francis Fowke, og bygget af Charles og Thomas Lucas og Sir John Kelk. Bygningen kostede £300.000, der blev dækket af indtægter fra The Great Exhibition. 
Udstillingen blev en fiasko, sammenlignet med The Great Exhibition i 1851.
- Wikimedia Commons har flere filer relateret til International Exhibition (1862)

51°30′01″N 0°10′33″V / 51.5004°N 0.1759°V